# Heavy metal tradicional
El heavy metal tradicional, también conocido como metal clásico o solamente heavy metal es el primer género musical de la música heavy metal antes que ésta evolucionara y se subdividiera en los diferentes subgéneros. Surgió a finales de los años sesenta en el Reino Unido y los Estados Unidos y abarca a varias agrupaciones nacidas hasta finales de la década de los setenta.

## Etimología
El término original es precisamente heavy metal pero de acuerdo a Michka Assayas en su libro Dictionnaire du Rock de A á L, este se emplea para identificar erróneamente a cualquier subgénero del metal. Es por ello y para hacer hincapié en el género seminal, es que varios críticos se refieren a él como heavy metal tradicional o también como metal clásico. Aun así hay otros como Garry Sharpe-Young y Paul Du Noyer que aluden al género original como heavy metal y para referirse al género global, incluyendo los subgéneros, estos utilizan el término metal.
Assayas también añade que varios de sus colegas consideran que este género es sinónimo del hard rock de los setenta, mientras que otros consideran que son géneros distintos aunque con similitudes. En este punto autores como Ian Christe y Robert Walser denominan a bandas como AC/DC, Queen y Led Zeppelin como originarios del heavy metal tradicional, lo que trae discrepancias con los ya mencionados Sharpe-Young, Du Noyer, Sam Dunn e incluso Rob Halford, quienes consideran que la exclusividad de dicho sitial corresponde a Black Sabbath.

## Características musicales
A pesar de que posee varias similitudes con el hard rock, el heavy metal tradicional se caracteriza principalmente por alejarse de las raíces del blues. De acuerdo a este punto de vista el metal clásico posee riff de tempos medios y rápidos, un bajo más fuerte y retumbante, solos de guitarra más extendidas, voces con timbres más agudas y con coros parecidos a himnos. Además y una de las características propias del género es la utilización de las twin guitars, cuyo concepto proviene de la banda de hard rock Wishbone Ash, pero Judas Priest y Scorpions —estos últimos durante sus primeros años— engrosaron y realzaron.

## Bandas clave del género
De acuerdo al libro Metal: Definitive Guide del crítico Sharpe-Young, estas son las bandas claves del heavy metal tradicional.
| - Accept - Armored Saint - Black Sabbath - Budgie - Deep Purple - Diamond Head - Dio | - Iron Maiden - Judas Priest - Led Zeppelin - Manowar - Motörhead - Ozzy Osbourne - Queensrÿche | - Rainbow - Raven - Saxon - Scorpions - Tank - U.D.O. - Warlock |

Aun así ciertos críticos suman otras agrupaciones al listado de bandas claves que genera discrepancias con otros conocedores del género, ya que algunas de ellas son más ligados al hard rock, shock rock y al glam metal. A continuación un listado de otras bandas que se ligan al género.
| - AC/DC - Aerosmith - Alice Cooper - Blue Cheer - Blue Öyster Cult | - Def Leppard - Kiss - Mötley Crüe - Quiet Riot | - Skid Row - Trust - Van Halen - W.A.S.P. |